# Roger Girod (Soziologe)
Roger Girod (* 24. März 1921 in Genf; † 2003) war ein Schweizer Soziologe und Hochschullehrer.

## Leben und Wirken
Roger Girod studierte Sozialwissenschaften an den Universitäten Genf und Zürich. 1944 absolvierte er die Prüfung zum Lizenziat an der Universität Genf; 1952 promovierte er dort im Fach Soziologie. Seit 1953 war er dann als Hochschullehrer an dieser Universität tätig, von 1959 bis 1991 auf einer ordentlichen Professur. Eine ständige Gastprofessur hatte er an der Universität Freiburg (Schweiz) sowie zeitweise an der Columbia University (1962) und der University of California at Los Angeles (1967) inne. 
Girod arbeitete in nationalen und internationalen Fachkommissionen mit. So gehörte er 1954 zu den Mitbegründern der Schweizerischen Gesellschaft für Soziologie, deren Präsident er bis 1956 war. Von 1959 bis 1962 amtierte er als Generalsekretär der Association Internationale des Sociologues de Lange  Française, von 1963 bis 1967 als Sekretär der Internationalen Gesellschaft für Soziologie und von 1969 bis 1974 als Präsident der Sektion Sozialwissenschaften der nationalen schweizerischen UNESCO-Kommission. 1990 wurde er Mitglied der Academia Europaea.
In seinen zahlreichen Veröffentlichungen beschäftigte sich Girod vor allem mit soziologischen Themen aus den Bereichen von Bildung und Erziehung sowie der sozialen Mobilität und Sozialpolitik.

## Veröffentlichungen (Auswahl)
- Les attitudes collectives et les relations humaines dans les sciences sociales américaines. Presses Universitaires de France, Paris 1952 (= Dissertation Universität Genf).
- Social progress and the organisation of social research. In: International labour review, Bd. 65 (1952), S. 555–577.
- Études sociologiques sur les couches salariées ouvriers et employés. Riviére, Paris 1961.
- (mit Francis Grand-Clément): Comment vivent les français. Hachette, Paris 1969.
- Mobilité en cours de carrière. In: Cahiers Vilfredo Pareto, Bd. 22–23 (1970), S. 273–313.
- Mobilité sociale. Faits établis et problèmes ouverts. Droz, Genève 1971.
- Tendenzen zur sozialen Mobilität bei Jugendlichen. In: David W. Glass (Hrsg.): Soziale Schichtung und soziale Mobilität (= Kölner Zeitschrift für Soziologie und Sozialpsychologie, Sonderhefte, Bd. 5). Westdeutscher Verlag, Opladen 1974, S. 230–242, ISBN 3-531-10929-4.
- (Mitautor): L'École et la vie. Études et apprentissage, aperçu des connaissances et attitudes, avenir professionnel . Enquête auprès des jeunes Suisses entrés au service militaire en 1975. Sauerländer, Frankfurt/M. 1977, ISBN 3-7941-1717-4.
- (Mitautor): Inégalité, inégalités. Analyse de la mobilité sociale. Presses universitaires de France, Paris 1977.
- Process of status allocation, men and women. In: Włodzimierz Wesołowsk (Hrsg.): Social mobility in comparative perspective. Ossolineum, Wrocław 1978, S. 273–293.

- Die Modernisierung und der schwindende Einfluß des sozio-ökonomischen Kontextes auf das Kompetenzniveau. Eine Neuanalyse schweizerischer Daten 1880-1913. In: Guido Hischier u. a. (Hrsg.): Weltwirtschaft und Sozialstruktur. Festschrift zum 60. Geburtstag von Peter Heintz. Rüegger, Diessenhofen 1980, S. 411–426, ISBN 3-7253-0123-9.
- Les inégalités sociales (= Que sais-je? Bd. 2154). Presses universitaires de France, Paris 1984.
- (Mithrsg.): Social policy in Western Europe and the USA, 1950–80. An assessment. Macmillan, Basingstoke 1985, ISBN 0-333-37838-5.
- Problems of sociology in education. Kingsley, London 1990, ISBN 1-85302-031-1.
- Le savoir réel de l'homme moderne. Essais introductifs. Presses universitaires de France, Paris 1991.
- L' illettrisme (= Que sais-je?, Bd. ). 2. Aufl. Presses universitaires de France, Paris 1998.

Ausserdem weitere Veröffentlichungen in Zeitschriften und Sammelbänden, hauptsächlich in französischer Sprache.